# Tadeusz Brandys
Tadeusz Kazimierz Brandys (ur. 2 marca 1936 w Zabrzegu koło Bielska, zm. 19 stycznia 2010 w Braniewie) – polski ksiądz katolicki, prałat honorowy Jego Świątobliwości.

## Życiorys - lata młodzieńcze
Urodził się 2 marca 1936 roku jako syn ogrodnika Franciszka i Marii z domu Kubiś, rodziców jedenaściorga dzieci. Ochrzczony został 5 marca w miejscowej parafii, pierwszą Komunię św. przyjął w 1946 roku, bierzmowanie w 1950.
Szkołę podstawową ukończył w Zabrzegu w 1951 roku, w latach 1952–1957 Niższe Seminarium Duchowne św. Jacka w Katowicach, złożył tam kościelny egzamin dojrzałości i zapisał się na kurs przygotowawczy Śląskiego Seminarium Duchownego w Tarnowskich Górach. Po trzech miesiącach wrócił do domu zastąpić ojca. W 1959 roku zdobył świadectwo dojrzałości Liceum Ogólnokształcącego dla Pracujących w Katowicach i dalsze studia filozoficzne i teologiczne odbył w Warmińskim Seminarium Duchownym w Olsztynie w latach 1959–60 i 1964–1970. W przerwie pracował w zakładach chemicznych w Oświęcimiu oraz zakładach rowerowych w Czechowicach-Dziedzicach jako zaopatrzeniowiec.

## Kapłaństwo

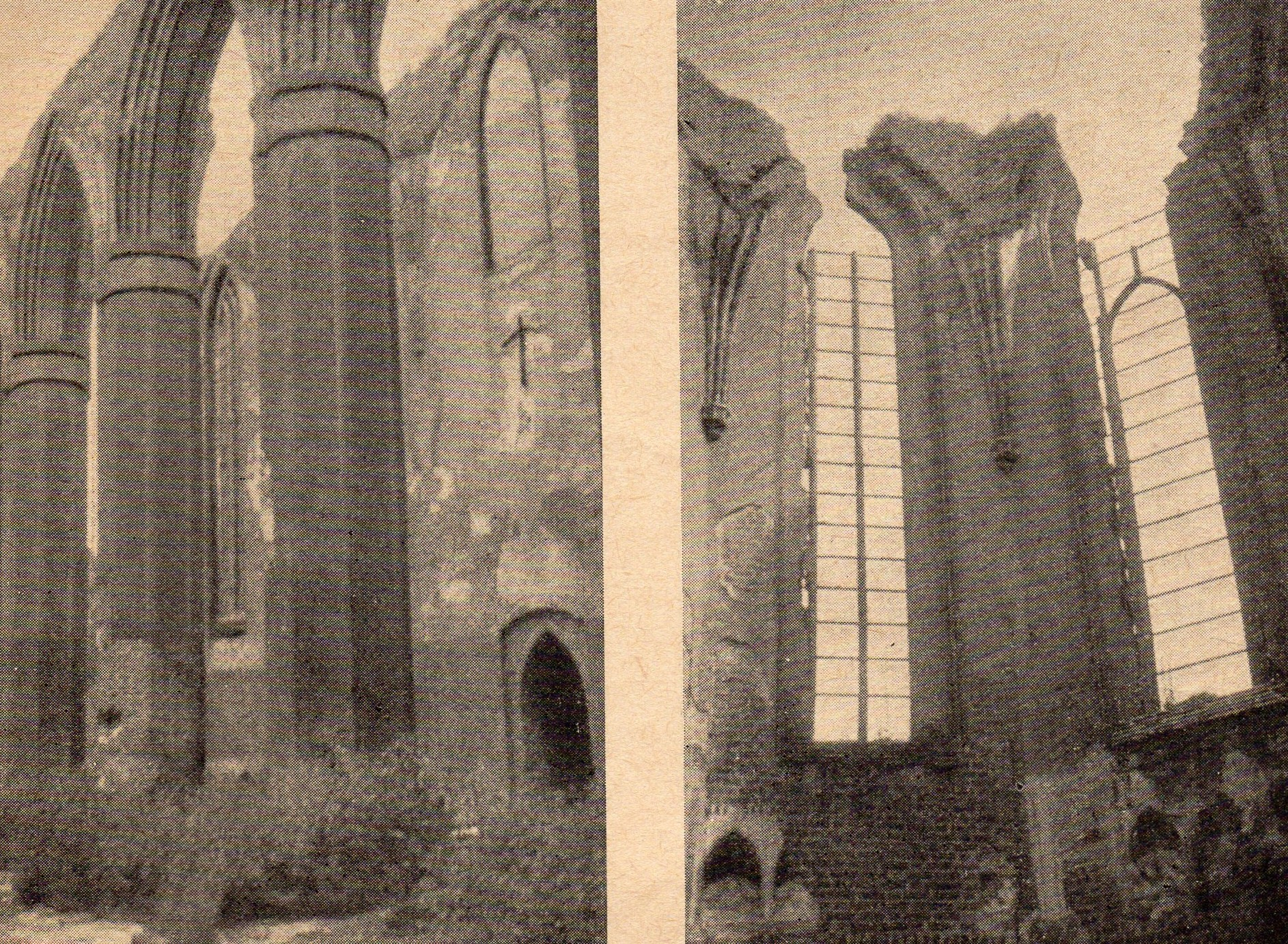
Ruiny kościoła św. Katarzyny w Braniewie, z których ks. Brandysowi udało się odbudować świątynię

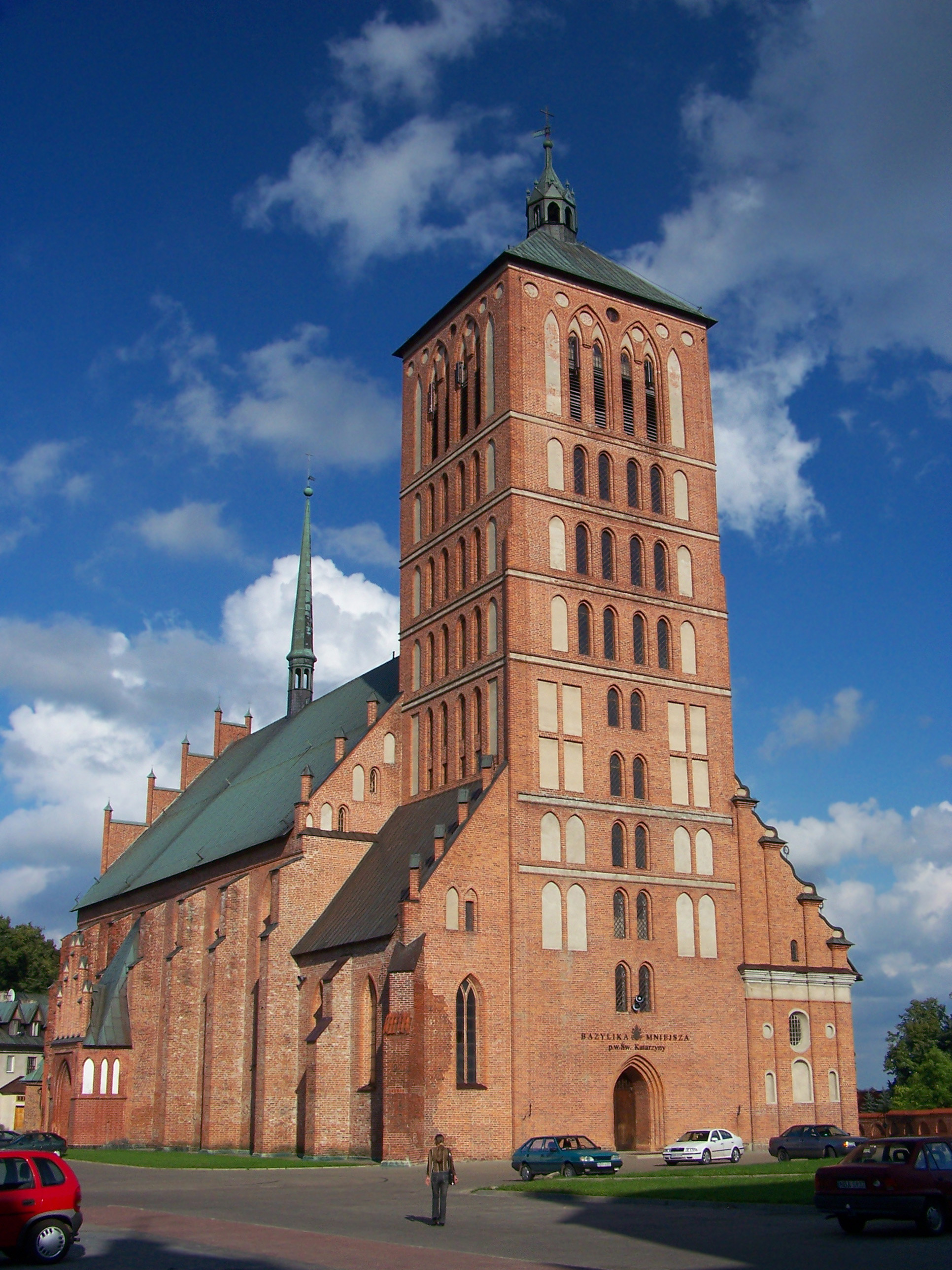
Odbudowana bazylika św. Katarzyny Aleksandryjskiej w Braniewie

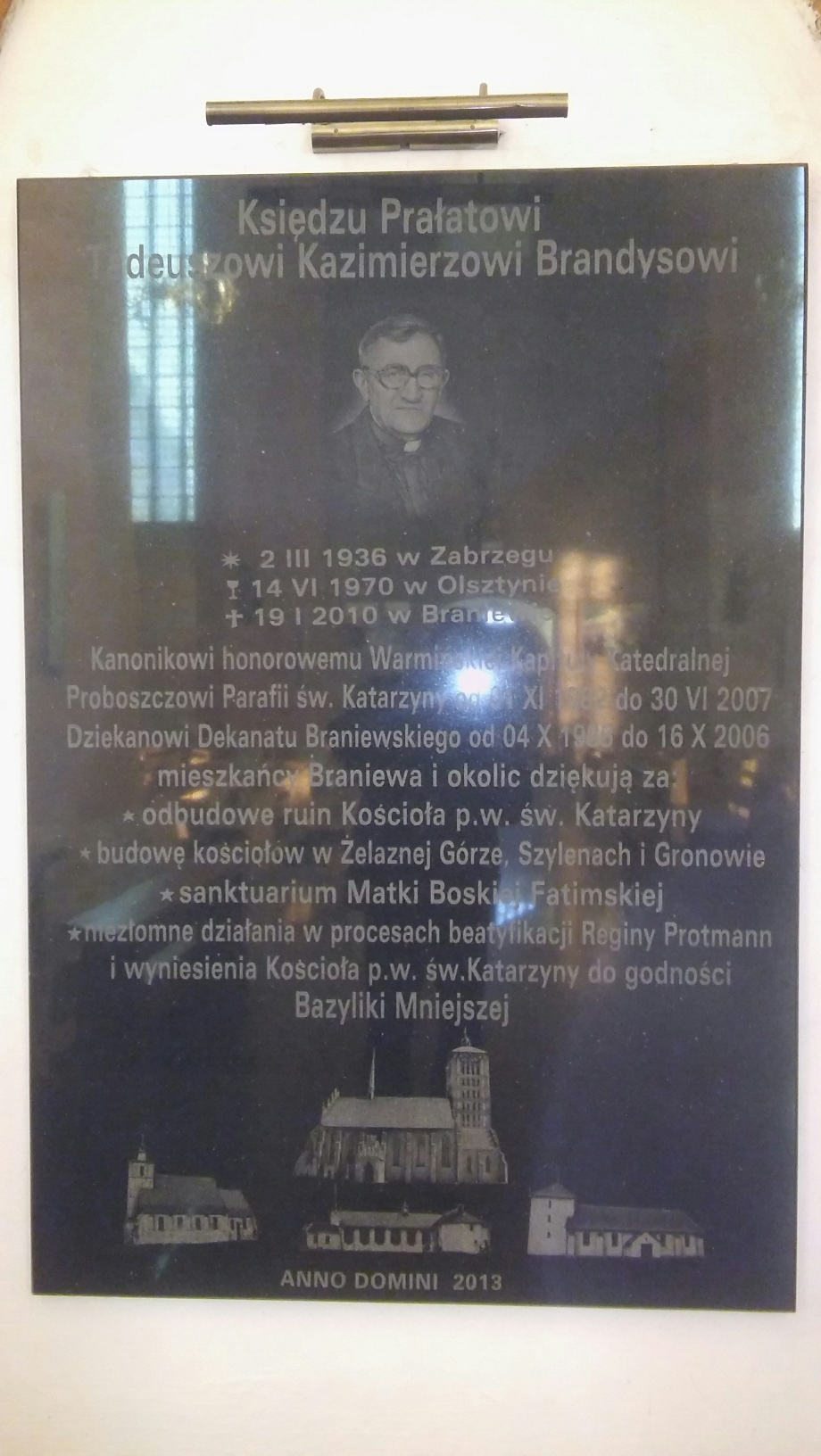
Tablica pamiątkowa w bazylice św. Katarzyny w Braniewie

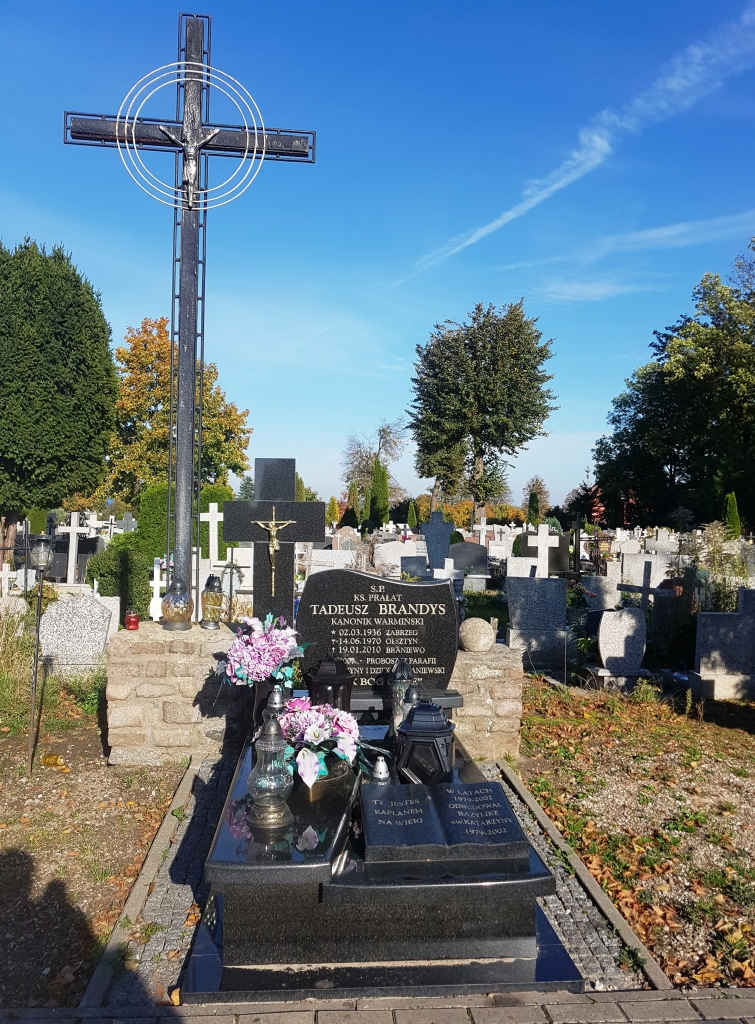
Grób księdza Brandysa na cmentarzu przy ul. Morskiej w Braniewie

Święcenia kapłańskie przyjął 14 czerwca 1970 z rąk administratora diecezji warmińskiej Józefa Drzazgi po ukończeniu Wyższego Seminarium Duchownego "Hosianum" w Olsztynie. Po święceniach przez okres 3 lat był wikariuszem w parafii Matki Bożej Nieustającej Pomocy w Malborku. Następnie do 1975 roku pracował w parafii św. Jerzego w Kętrzynie. 15 sierpnia 1975 objął placówkę duszpasterską w Karolewie, zostając później jej pierwszym proboszczem. Tam zajmował się budową plebanii i salek katechetycznych. Aby pokonać opór władz, niegodzących się ich budowę, uciekł się do fortelu. Zakupił wóz mieszkalny za wzorem wielkopolskiego chłopa Michała Drzymały i z napisem Duszpasterstwo Parafialne przy kościele św. Stanisława Kostki w Karolewie postawił go obok kościoła przy turystycznej trasie do Wilczego Szańca. Gdy Radio Wolna Europa zaczęło nadawać stosowne audycje, władze państwowe wyraziły zgodę na ustanowienie parafii. W roku 1979 ksiądz Tadeusz Brandys został skierowany do Braniewa, gdzie mu powierzono odbudowę z ruin kościoła. Dekretem ordynariusza diecezji warmińskiej nr 758/80 zostaje 7 lipca 1979 roku mianowany rektorem kościoła św. Katarzyny w Braniewie.
Dzięki jego staraniom odbudowany został kościół pw. św. Katarzyny w Braniewie, którego był rektorem i proboszczem w latach 1979–2007 (po jego rezygnacji proboszczem został ks. prałat Leszek Galica). Od roku 1994 koordynował prace przy odbudowie kościoła w Żelaznej Górze i Gronowie, wybudował także kościół z plebanią w Szylenach.
Był także kapelanem domu prowincjalnego sióstr katarzynek, szpitala powiatowego, powiatowej straży pożarnej, komendy policji i Zakładu Karnego w Braniewie. W ZK w Braniewie opiekował się ofiarami stanu wojennego – wśród nich osadzonym tu w latach 1985–1986, a później zamordowanym, ks. Sylwestrem Zychem.
Przyczynił się do odszukania relikwii Reginy Protmann, założycielki Zgromadzenia Sióstr Świętej Katarzyny Dziewicy i Męczennicy. Wraz z arcybiskupem metropolitą warmińskim Edmundem Piszczem, burmistrzem Braniewa i senatorem Tadeuszem Kopaczem oraz przewodniczącym braniewskiej rady miejskiej Jerzym Welke udał się do Rzymu, zapraszając papieża Jana Pawła II na beatyfikację do Braniewa. Po dokonanej w Warszawie beatyfikacji przystosował braniewski kościół św. Katarzyny na sanktuarium Błogosławionej Reginy, jako już patronki miasta Braniewa.
Był wielkim entuzjastą i również uczestnikiem warmińskich pielgrzymek na Jasną Górę. Zasłużony dla przyznania kościołowi tytułu bazyliki mniejszej (10 lutego 2001) oraz dla beatyfikacji Reginy Protmann (13 czerwca 1999); był długoletnim dziekanem dekanatu braniewskiego (od 1986).
Od 1987 nosił godność kanonika honorowego kapituły warmińskiej, otrzymał też tytuły watykańskie – papieskiego kapelana honorowego (1993) i prałata honorowego Jego Świątobliwości (2005). Odznaczony został Srebrnym Krzyżem Zasługi (2006) i złotą odznaką resortu kultury „Za opiekę nad zabytkami”. Był honorowym obywatelem Braniewa. Odznaczony pośmiertnie Złotym Krzyżem Zasługi (2010) i Krzyżem Wolności i Solidarności (2020).
Zmarł 19 stycznia 2010 roku w dzień po wspomnieniu liturgicznym bł. Reginy Protmann, której to proces beatyfikacyjny promował i wspierał. Pochowany został 22 stycznia, po mszy pogrzebowej celebrowanej przez biskupa Jezierskiego w bazylice św. Katarzyny, na cmentarzu przy ul. Morskiej w Braniewie. W ostatnią drodze odprowadzony został przez rodzinę, przyjaciół, duchownych i licznych mieszkańców.